# Light Cone
 (septembre 2024).
La mise en forme du texte ne suit pas les recommandations de Wikipédia : il faut le « wikifier ».
Les points d'amélioration suivants sont les cas les plus fréquents. Le détail des points à revoir est peut-être précisé sur la page de discussion.
- Les titres sont pré-formatés par le logiciel. Ils ne sont ni en capitales, ni en gras.
- Le texte ne doit pas être écrit en capitales (les noms de famille non plus), ni en gras, ni en italique, ni en « petit »…
- Le gras n'est utilisé que pour surligner le titre de l'article dans l'introduction, une seule fois.
- L'italique est rarement utilisé : mots en langue étrangère, titres d'œuvres, noms de bateaux, etc.
- Les citations ne sont pas en italique mais en corps de texte normal. Elles sont entourées par des guillemets français : « et ».
- Les listes à puces sont à éviter, des paragraphes rédigés étant largement préférés. Les tableaux sont à réserver à la présentation de données structurées (résultats, etc.).
- Les appels de note de bas de page (petits chiffres en exposant, introduits par l'outil «  Source ») sont à placer entre la fin de phrase et le point final[comme ça].
- Les liens internes (vers d'autres articles de Wikipédia) sont à choisir avec parcimonie. Créez des liens vers des articles approfondissant le sujet. Les termes génériques sans rapport avec le sujet sont à éviter, ainsi que les répétitions de liens vers un même terme.
- Les liens externes sont à placer uniquement dans une section « Liens externes », à la fin de l'article. Ces liens sont à choisir avec parcimonie suivant les règles définies. Si un lien sert de source à l'article, son insertion dans le texte est à faire par les notes de bas de page.
- La présentation des références doit suivre les conventions bibliographiques. Il est recommandé d'utiliser les modèles {{Ouvrage}}, {{Chapitre}}, {{Article}}, {{Lien web}} et/ou {{Bibliographie}}. Le mode d'édition visuel peut mettre en forme automatiquement les références.
- Insérer une infobox (cadre d'informations à droite) n'est pas obligatoire pour parachever la mise en page.

Pour une aide détaillée, merci de consulter Aide:Wikification.
Si vous pensez que ces points ont été résolus, vous pouvez retirer ce bandeau et améliorer la mise en forme d'un autre article.
Light Cone est une association chargée de la distribution et la sauvegarde du cinéma expérimental. Fondée en 1982 par Yann Beauvais et Miles McKane, elle a été reprise en 2007 par une nouvelle équipe dirigée par Emmanuel Lefrant et présidée par Gisèle Rapp-Meichler. Son catalogue numérisé comprend aujourd'hui plus de 5 000 films de plus de 800 cinéastes. 

## Historique

### Les débuts
Dans les années 1960 et 1970 se forment, en Europe, des coopératives d’artistes (en) et de cinéastes sur le modèle de la The Film-Makers' Cooperative (en) qui s'emploient à faire reconnaître et à légitimer le cinéma dit d'avant garde. Ainsi le Collectif Jeune Cinéma est créée en France en 1971, suivi dans les années 70-80 par des groupes actifs, qui s'affirmèrent chacun à travers des choix esthétiques, des objectifs ou des modes de fonctionnement.
C'est en quittant la Paris Film Coop en 1982 que Yann Beauvais va fonder avec Miles McKane une nouvelle association, Light Cone, avec "pour objet de promouvoir la diffusion de travaux artistiques contemporains utilisant des supports non-traditionnels: films, vidéos, images numériques, installations, performances..."(cf les statuts de l'association). Elle se proposait d'atteindre ses objectifs en mettant en place un réseau de distribution de cinéma expérimental en France, en permettant l'échange avec les productions et les diffuseurs étrangers (festivals, coopératives, lieux alternatifs, institutions, musées) et en éditant ouvrages et périodiques.
Le catalogue se composait initialement de films de cinéastes proches de la structure comme, entre autres, Vivian Ostrovsky, Rose Lowder, Jakobois, Georges Rey, Marcelle Thirache, Frédérique Devaux ou, encore, Cécile Fontaine. La collection va ensuite s’enrichir par le dépôt de films de cinéastes expérimentaux de renom international comme Paul Sharits, Jonas Mekas, Ken Jacobs, Stan Brakhage, Maurice Lemaître, Isidore Isou ou Malcolm Le Grice et ceux des grandes figures du cinéma d'avant garde historique dont, entre autres, Germaine Dulac, Oskar Fischinger, Hans Richter, Len Lye.

### Évolution et reconnaissance
De 1989 à 1998, le Collectif Jeune Cinéma s'associe à Light Cone pour assurer la diffusion de ses films via un catalogue commun. Les locaux du CJC, situés rue Louis Braille à Paris, en deviennent le siège, et Light Cone s'occupe de l'administration. Un catalogue commun voit le jour en 1990.
Des cinéastes créent en 1994 Light Cone Vidéo, structure d'édition de cassettes VHS de films expérimentaux. Celle-ci prend son autonomie en 1998, et devient une entité distincte reprise et gérée jusqu’à aujourd’hui par Pip Chodorov : Re:Voir Vidéo, alors que le CJC reprend son catalogue de manière autonome.
Light Cone connaît une crise en 2006. Les fondateurs proposent, face à l’arrivée du numérique et à l’accroissement quantitatif de la collection, la mise en place de deux pôles délocalisés, l’un consacré à l’argentique et l’autre au numérique. L’année suivante, une assemblée générale exceptionnelle, qui réunit de très nombreux cinéastes de Light Cone, décide de conserver ce fonds dans son intégralité. Une nouvelle équipe est alors mise en place autour d’Emmanuel Lefrant, de Christophe Bichon et de Gisèle Rapp-Meichler. Miles McKane s'engagera dans une transition de trois ans avec la nouvelle équipe, qui le consacre alors "Président d'honneur".
En 2008, en pleine restructuration, Light Cone déménage et investit un espace plus important au 157, rue de Crimée dans le 19e arrondissement de Paris, permettant aux activités de se développer et de se diversifier.
En 2012 ont lieu de nombreuses manifestations consacrent les 30 ans de l'association, dont une rétrospective au Centre Pompidou.
En 2014, Light Cone met en place l'Atelier 105, un dispositif de résidences d'artistes qui consiste en une aide à la post-production vidéo pour les films relevant du cinéma expérimental. Il s'agit d'un service répondant aux nouvelles méthodes de production dans un cinéma fortement ancré sur l'utilisation du film photochimique et le travail en laboratoire.
Depuis 2015, les nouvelles éditions Light Cone publient des livres en version électronique ebook et papier qui donnent la parole à des cinéastes de la collection comme Paolo Gioli, Rose Lowder, Robert Breer, Germaine Dulac ou encore Cécile Fontaine.
Les 40 ans de l'association, en 2022, sont à nouveau l'occasion de festivités, avec des projections, des débats, des expositions d’œuvres et de vidéos.

## Fonctionnement de la coopérative

### Distribution de films
En 2019 le catalogue est doté de plus de 5000 titres réunissant un important fonds patrimonial comprenant l'œuvre cinématographique complète d'artistes majeurs et reflète les grandes tendances de la création cinématographique expérimentale. La collection n’exclut aucune époque ni aucun style. Elle offre ainsi une ressource spécifique exceptionnelle au patrimoine national et mondial. Light Cone possède le plus important catalogue de films expérimentaux en Europe avec le Lux à Londres et l'un des plus importants au monde avec celui de la New York Filmmakers' cooperative. Le principe de distribution de ces films n'est pas comparable à celui pratiqué par l'industrie cinématographique, car Light Cone est une structure à l'image d'une cinémathèque vivante. L'association fonctionne en coopérative, dont les cinéastes (ou leurs ayants droit) sont membres de droit. Les copies numériques ou argentiques sont déposées par les cinéastes et conservées à Light Cone. Les cinéastes restent propriétaires de leurs copies et de leurs droits. Les films sont loués pour une projection unique aux structures qui en font la demande et les recettes sont partagées entre le cinéaste et la coopérative. Une des particularités de Light Cone est la non exclusivité de la distribution des films en dépôt, sans limitations géographiques.

### Diffusion
Avec la distribution mondiale des films à travers son site, où les programmateurs et le public peuvent s'informer en visionnant un extrait ou la totalité d'un grand nombre de films de la collection, Light Cone fait découvrir ses nouvelles acquisitions aux programmateurs pendant les journées professionnelles annuelles, le "Preview show".
et des séances de projection publique ont lieu régulièrement à Paris.

#### Projections Scratch
Tous les mois, Light Cone organise une séance "Scratch". La rencontre se déroule autour d'un thème, de l'œuvre d'un artiste ou de cartes blanches. Ces projections se tiennent actuellement au Luminor Hôtel de ville dans le 3è arrondissement de Paris.

#### Scratch Collection
Un nouveau cycle de cinéma annuel créé en 2019 complète les séances mensuelles Scratch. Il s'agit d'une traversée du catalogue, avec pour ambition de façonner un grand atlas du cinéma expérimental mondial, qui révèle Light Cone en tant que collection ouverte et vivante.
Tous les deux ans, en alternance avec Scratch Expanded, Light Cone confie la programmation de ce cycle à un-e invité-e (historien-ne du cinéma, commissaire, programmatrice, programmateur, cinéaste) qui bénéficie d'une résidence, avec comme tâche de revisiter l’histoire du cinéma expérimental à travers l'exploration de ce fonds exceptionnel.

#### Scratch Expanded
Light Cone propose une soirée consacrée aux techniques du cinéma dit "élargi" avec des projections, des installations et des performances autour du médium cinématographique. Elles ont lieu depuis 2008 aux Voûtes à Paris. Désormais programmée tous les deux ans, la dixième édition aurait dû avoir lieu en juin 2020 mais fût repoussée en 2022 en raison de la Covid. Cet évènement, consacrant les quarante ans de Light Cone a présenté  des artistes ayant marqués les éditions précédentes, sous format vidéo ou 16 mm, tel que Patrick Bokanowski, Miles McKane, Yann Beauvais, Cécile Fontaine, Jean-Michel Bouhours, Scott Hammen, Christophe Guérin, Frédérique Devaux, Jacques Perconte, Rei Hayama,   Paolo Gioli,  Marcelle Thirache, Robert Breer, Rose Lowder, Stan Brakhage entre autres artistes présentés, ainsi que des installations, et des performances cinématographiques.

#### Partenariats et cycles de projections
La structure travaille étroitement avec des institutions artistiques et des festivals. De ces échanges naissent des cycles de projections de films, quelquefois en parallèle aux expositions. On peut citer notamment les cycles de cinéma organisés en collaboration avec Le BAL à Paris , ou la participation annuelle de Light Cone à des cartes blanches au festival d'Oberhausen en Allemagne ou au festival International de Rotterdam aux Pays-Bas. Une exposition Cécile Fontaine a eu lieu à la Galerie Antoine en 2021, à l'occasion de la publication du livre L'Emulsion Fantastique aux Editions Light Cone.

### Sauvegarde et connaissance du cinéma expérimental

#### Centre de documentation AFEA/Light Cone
Les archives de Light Cone sont constituées de milliers de documents en consultation. La coopérative intègre depuis 1999 la collection papier des Archives du film expérimental d'Avignon (AFEA), un ensemble d'archives réunies par la cinéaste Rose Lowder. Le Centre de documentation AFEA/Light Cone met à la disposition des chercheurs, étudiants, cinéastes et programmateurs, un espace destiné à la consultation de ses archives et de son catalogue afin de favoriser la connaissance et le partage de l'histoire et des esthétiques du cinéma expérimental.
Cette base pédagogique se compose :
- D'un ensemble de films d'artistes de plus de 11000 œuvres allant des films de l'avant-garde historique à des titres contemporains.
- D'une collection de documents, périodiques de cinéma, catalogues de manifestations, brochures de festivals, thèses et ouvrages en rapport avec des films d'artistes et expérimentaux.
- Des dossiers documentaires sur des œuvres, artistes et structures de diffusion de films expérimentaux.

#### Sauvegarde du patrimoine filmique
Le catalogue de Light Cone comprend films contemporains et films historiques qui le dotent d'une forte dimension patrimoniale. L'action de Light Cone s'est élargie à la conservation des copies, dont certaines sont uniques et fragiles, et à la recherche d'anciens titres en vue de leur intégration dans le catalogue et de leur préservation. Depuis 2005, plusieurs plans de numérisation des films se sont succédé, du Super 8 d'abord, puis d’œuvres majeures en 16mm ou en 35mm (parfois couplés à une restauration et à la fabrication de fichiers numériques en haute résolution).